# Steve Van Buren
Stephen W. Van Buren, detto Steve (La Ceiba, 28 dicembre 1920 – Lancaster, 23 agosto 2012), è stato un giocatore di football americano statunitense.
Giocò per 8 stagioni consecutive nella National Football League (1944-1951) nel ruolo di halfback e di safety nella squadra dei Philadelphia Eagles diventandone uno dei giocatori più rappresentativi. Nel 1965 è stato ammesso alla Pro Football Hall of Fame.

## Biografia
Van Buren nacque nel 1920 a La Ceiba, in Honduras, ma dopo essere rimasto orfano in giovane età venne mandato dai parenti che risiedevano a New Orleans. Ricevette dalla Easton High School di New Orleans, una borsa di studio sportiva per la Louisiana State University, dove stabilì il record nazionale di punti (110) e di touchdown (16) nel suo ultimo anno. Dopo 8 stagioni nella NFL, Van Buren dovette ritirarsi per un infortunio al ginocchio subito prima dell'inizio della stagione 1952. Ha vissuto a Lancaster (Pennsylvania) fino alla morte, avvenuta nel 2012 all'età di 91 anni a seguito di una polmonite.

## Carriera
Dopo l'università, Van Buren debuttò come professionista nel 1944 essendo stato scelto nel primo giro del Draft NFL 1944 dai Philadelphia Eagles. Durante la sua prima stagione Van Buren corse 444 iarde in nove partite e fu anche il primatista nei ritorni di punt come matricola. La stagione successiva Van Buren ottenne per la prima volta il primato di iarde guadagnate sulla corsa, primato che conquistò anche nel 1947, 1948 e 1949 divenendo così il primo running back della NFL a conseguire questo risultato in tre stagioni consecutive.
Il 26 dicembre 1948 Van Buren segnò l'unico touchdown della finale in cui i Philadelphia Eagles conquistarono il loro primo campionato NFL contro i Chicago Cardinals. L'anno seguente Van Buren vinse, sempre con gli Eagles, il suo secondo campionato in finale contro i Los Angeles Rams, in quella partita stabilì il record della lega di iarde corse (196).
Prima dell'inizio della stagione 1952 Van Buren subì un infortunio al ginocchio che lo indusse al ritiro da detentore del record in carriera di iarde corse (5 860) e di touchdown su corsa (69). Il record precedente di 3 860, appartenente a Clarke Hinkle, venne battuto il 3 ottobre 1949 quando Van Buren corse 135 iarde in 33 corse e segnò due touchdown nella vittoria degli Eagles sui Detroit Lions per 22-14. Van Buren segnò inoltre tre volte su ritorno di kickoff, tre volte su ricezione e due volte su ritorno di punt per un totale di 77 touchdown. Van Buren fu anche il primo running back a superare per due stagioni consecutive le 1 000 iarde.

## Palmarès
Durante la sua carriera, Steve Van Buren vinse due campionati NFL (prima dell'avvento del Super Bowl con i Philadelphia Eagles nel 1948 e nel 1949).
Tra i riconoscimenti ottenuti a livello individuale, i più importanti furono i seguenti:
- Introduzione nella Pro Football Hall of Fame nel 1965
- 7 selezioni nella prima squadra All-Pro (1944, 1945, 1946, 1947, 1948, 1949 e 1950)
- Inserito nella formazione ideale della NFL degli anni 1940
- Inserito nella formazione ideale del 75º anniversario della National Football League
- Inserito nella formazione ideale del 100º anniversario della National Football League
- Numero 15 ritirato dai Philadelphia Eagles.
- Classificato al #58 tra i migliori cento giocatori di tutti i tempi da NFL.com

## Statistiche
NFL
- Partite giocate: 83 (48 come partente, in 8 stagioni)
- Iarde guadagnate su corsa: 5 860 (in 1 320 corse)
- Touchdown realizzati su corsa: 69
- Iarde guadagnate su ricezione: 523 (in 45 ricezioni)
- Touchdown realizzati su ricezione: 3
- Touchdown realizzati su ritorno di kickoff: 3
- Touchdown realizzati su ritorno di punt: 2
- Intercetti: 9
- Iarde complessive guadagnate: 6 383
- Touchdown complessivi realizzati: 77